# Энтерпрайз (шаттл)

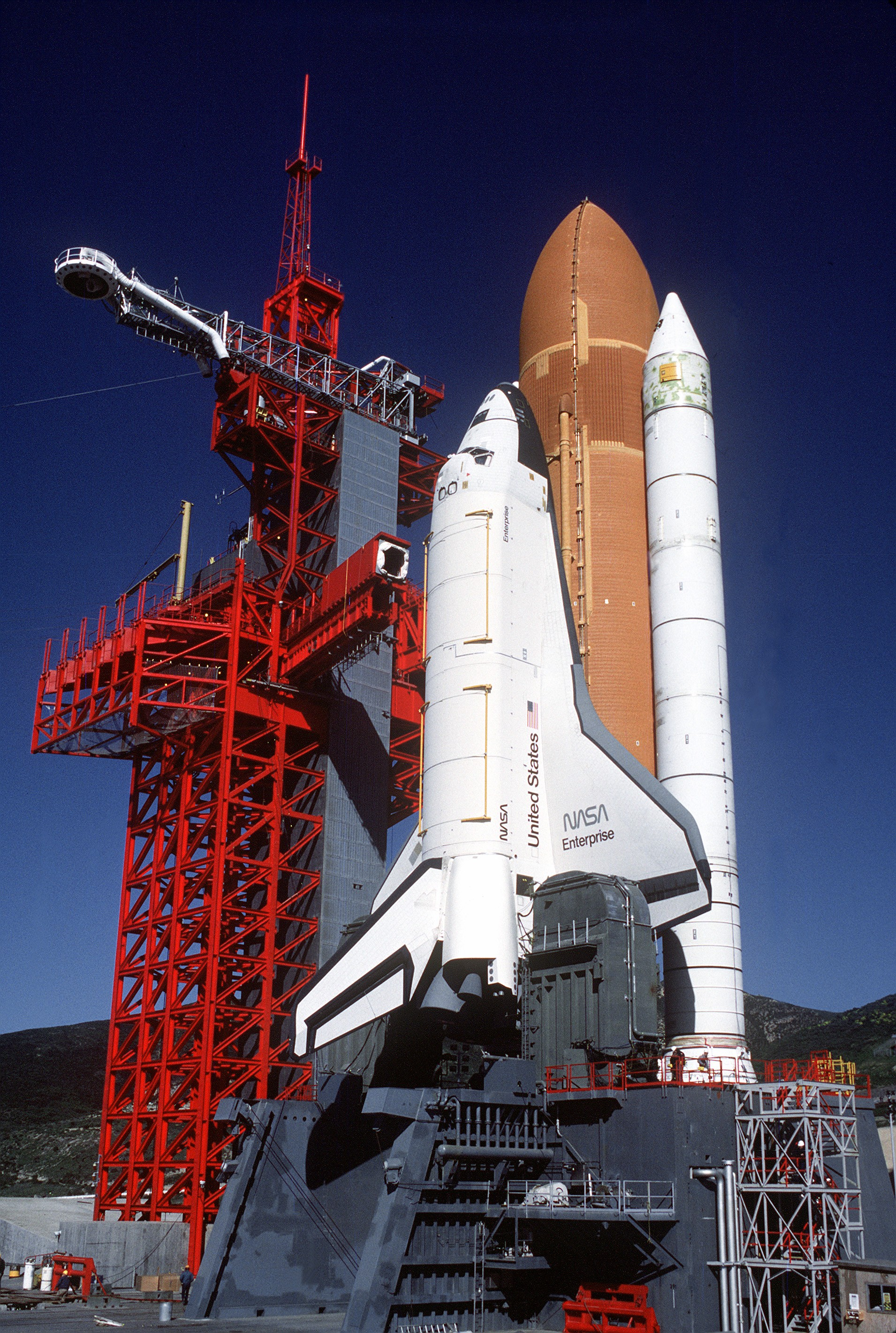
«Энтерпрайз» на базе Ванденберг, 1985 год

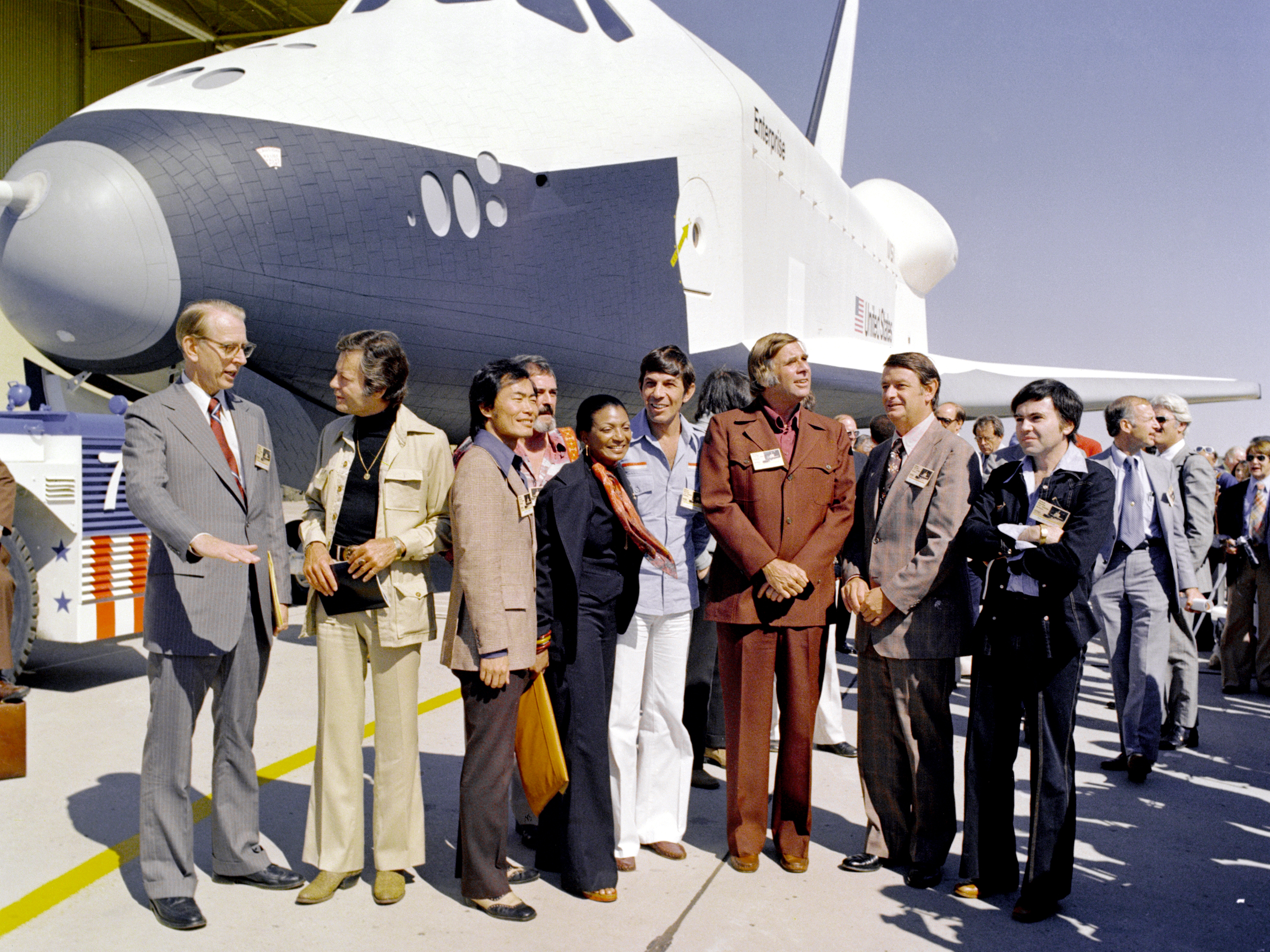
Прототип «Энтерпрайза» с актёрами «Звёздного пути» и создателем сериала Джином Родденберри в 1976 году

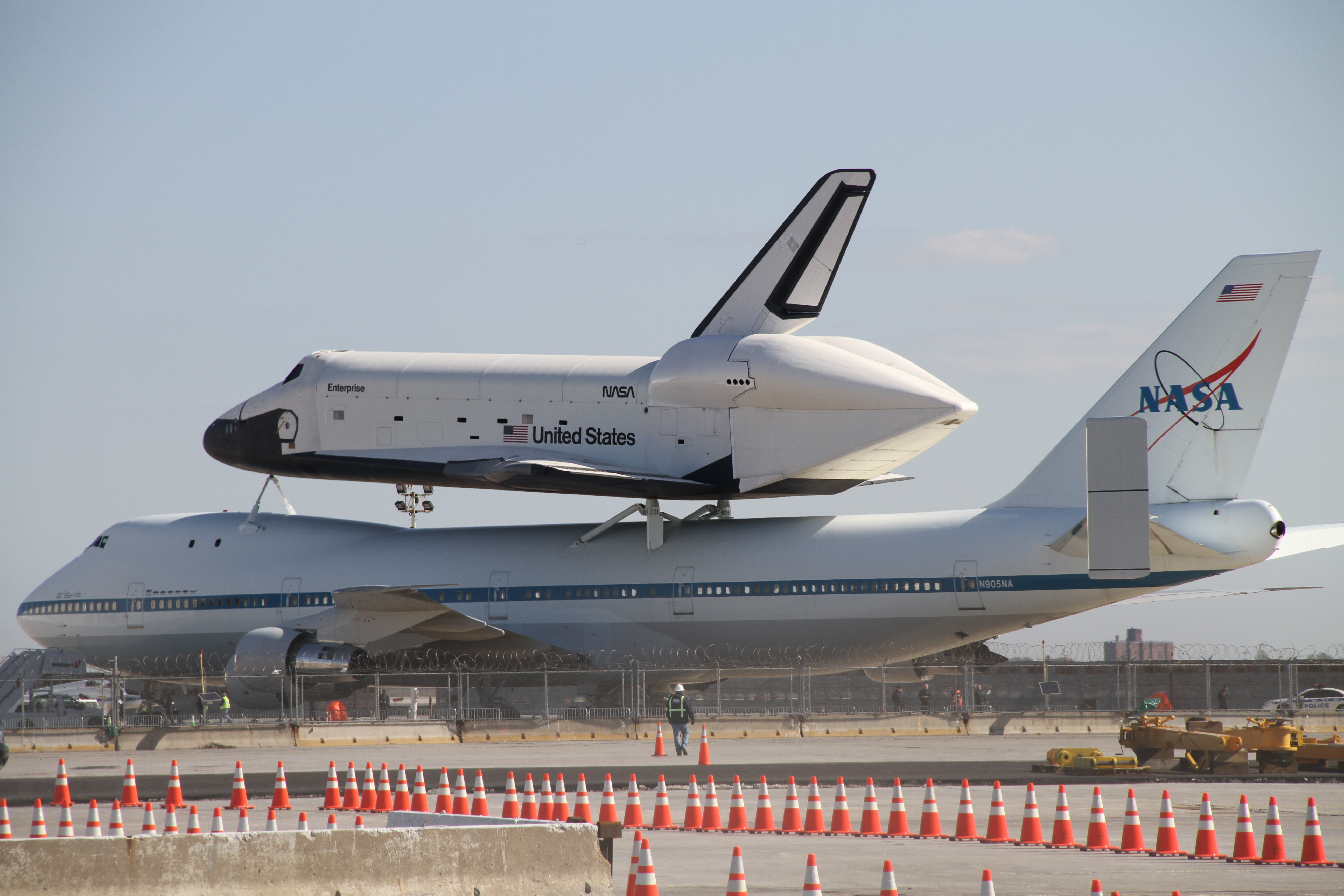
Боинг-747 и шаттл «Энтерпрайз»

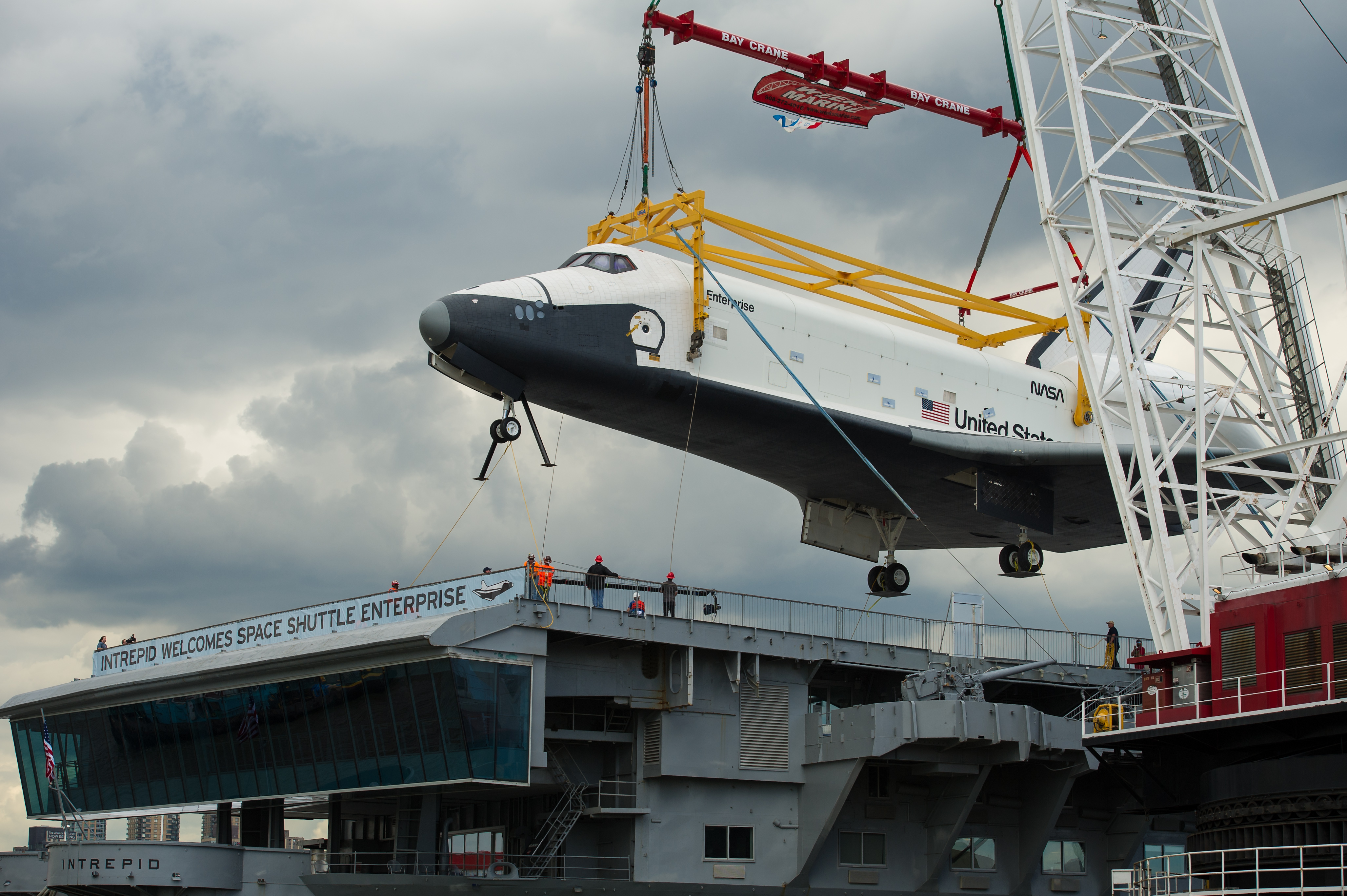
«Энтерпрайз» устанавливают на палубу авианосца «Intrepid»

«Энтерпрайз» (англ. Enterprise) — прототип многоразового транспортного космического корабля «Спейс Шаттл», предназначенный для испытаний в атмосфере.
Сначала предполагалось дать орбитальному кораблю название «Конституция» (Constitution) в честь двухсотлетия конституции США, но по многочисленным предложениям зрителей популярного телевизионного сериала «Звёздный путь» было выбрано имя «Энтерпрайз». Интересно, что по легенде «Звёздного пути» USS Enterprise NCC-1701, в честь которого шаттл-прототип и получил своё название, относился к классу «Constitution». Вместе с этим по легенде той же вселенной «Звёздного пути» шаттл «Энтерпрайз» — один из далёких предков серии одноимённых кораблей. В NASA «Энтерпрайз» имеет условное обозначение OV-101.
«Энтерпрайз» был построен компанией «Rockwell International» и передан НАСА в январе 1977 года. Он не был предназначен для полётов в космос.
Испытания по отработке посадки проводились со специально оборудованного самолёта (Boeing 747SCA). «Энтерпрайз» закреплялся на фюзеляже самолёта сверху для проверки его аэродинамических характеристик. Первые полёты проводились без экипажа, затем в кабине шаттла находились пилоты, следившие за приборами. В пяти последних полётах «Энтерпрайз» отцеплялся от носителя и совершал планирующий полёт под управлением экипажа, который вручную сажал его на высохшее соляное озеро.
Программа испытаний продолжалась девять месяцев и показала, что шаттл способен летать в атмосфере и приземляться как самолёт.
Проводились также вибрационные испытания в стартовой конфигурации с внешним топливным баком и твердотопливными ускорителями.
Позже на «Энтерпрайзе» отрабатывались все усовершенствования, внедрявшиеся на лётных экземплярах шаттлов.
Существовали планы переоборудования «Энтерпрайза» в действующий космический корабль, но из-за большой стоимости от них отказались.
После испытаний «Энтерпрайз» частично разобрали, и некоторые его детали использовались в других шаттлах. Затем «Энтерпрайз» был переоборудован в выставочный экспонат и демонстрировался во Франции, Италии, Великобритании, Канаде и некоторых штатах США.
В 1985 применялся в подготовительных работах для запуска шаттлов с базы Ванденберг SLC-6.
В ноябре 1985 года «Энтерпрайз» был передан в Смитсоновский институт.
В 2003 году «Энтерпрайз» вошёл в экспозицию национального музея авиации и космонавтики Смитсоновского института (Центр Стивена Удвара-Хази) в штате Вирджиния. В июне 2012 года установлен на плавучий музей авиации, оборудованный на авианосце «Intrepid» в Нью-Йорке.

## Технические данные
- Длина: 37,2 м
- Размах крыла: 23,8 м
- Высота: 17,3 м
- Вес без груза: 68 т
- Максимальный взлётный вес: 111 т

Размеры грузового отсека:
- Длина: 18,3 м
- Ширина: 5,2 м
- Высота: 4,0 м
- Полезная нагрузка: нет

## Испытательные полёты
| Полёт                  | Дата             | Скорость | Высота          | Экипаж                     | Продолжительность   | Комментарии                                                         |
| ---------------------- | ---------------- | -------- | --------------- | -------------------------- | ------------------- | ------------------------------------------------------------------- |
| Рулёжные испытания № 1 | 15 февраля 1977  | 143 км/ч | Взлётная полоса | нет                        | без взлёта          | Хвостовой обтекатель                                                |
| Рулёжные испытания № 2 | 15 февраля 1977  | 225 км/ч | Взлётная полоса | нет                        | без взлёта          | Хвостовой обтекатель                                                |
| Рулёжные испытания № 3 | 15 февраля 1977  | 253 км/ч | Взлётная полоса | нет                        | без взлёта          | Хвостовой обтекатель                                                |
| Полёт без экипажа № 1  | 18 февраля 1977  | 462 км/ч | 4877 м          | нет                        | 2 часа 5 минут      | Хвостовой обтекатель, шаттл закреплён на корпусе самолёта Боинг-747 |
| Полёт без экипажа № 2  | 22 февраля 1977  | 528 км/ч | 6888 м          | нет                        | 3 часа 13 минут     | Хвостовой обтекатель, шаттл закреплён на корпусе самолёта Боинг-747 |
| Полёт без экипажа № 3  | 25 февраля 1977  | 684 км/ч | 8108 м          | нет                        | 2 часа 28 минут     | Хвостовой обтекатель, шаттл закреплён на корпусе самолёта Боинг-747 |
| Полёт без экипажа № 4  | 28 февраля 1977  | 684 км/ч | 8707 м          | нет                        | 2 часа 11 минут     | Хвостовой обтекатель, шаттл закреплён на корпусе самолёта Боинг-747 |
| Полёт без экипажа № 5  | 2 марта 1977     | 763 км/ч | 9144 м          | нет                        | 1 час 39 минут      | Хвостовой обтекатель, шаттл закреплён на корпусе самолёта Боинг-747 |
| Полёт с экипажем № 1   | 18 июня 1977     | 335 км/ч | 4563 м          | Фред Хейз, Чарлз Фуллертон | 55 минут 46 секунд  | Хвостовой обтекатель, шаттл закреплён на корпусе самолёта Боинг-747 |
| Полёт с экипажем № 2   | 28 июня 1977     | 499 км/ч | 6715 м          | Джо Энгл, Ричард Трули     | 62 минуты           | Хвостовой обтекатель, шаттл закреплён на корпусе самолёта Боинг-747 |
| Полёт с экипажем № 3   | 26 июля 1977     | 501 км/ч | 9233 м          | Фред Хейз, Чарлз Фуллертон | 59 минут 53 секунды | Хвостовой обтекатель, шаттл закреплён на корпусе самолёта Боинг-747 |
| Свободный полёт № 1    | 12 августа 1977  | 499 км/ч | 7346 м          | Фред Хейз, Чарлз Фуллертон | 5 минут 21 секунда  | Хвостовой обтекатель, приземление на высохшем озере                 |
| Свободный полёт № 2    | 13 сентября 1977 | 499 км/ч | 7925 м          | Джо Энгл, Ричард Трули     | 5 минут 28 секунд   | Хвостовой обтекатель, приземление на высохшем озере                 |
| Свободный полёт № 3    | 23 сентября 1977 | 467 км/ч | 7529 м          | Фред Хейз, Чарлз Фуллертон | 5 минут 34 секунды  | Хвостовой обтекатель, приземление на высохшем озере                 |
| Свободный полёт № 4    | 12 октября 1977  | 447 км/ч | 6828 м          | Джо Энгл, Ричард Трули     | 2 минуты 34 секунды | Приземление на высохшем озере                                       |
| Свободный полёт № 5    | 26 октября 1977  | 456 км/ч | 5791 м          | Фред Хейз, Чарлз Фуллертон | 2 минуты 1 секунда  | Приземление на посадочной полосе                                    |

- Экипаж самолёта-носителя Боинг-747 (англ. Shuttle Carrier Aircraft сокр.: SCA):
  - Фицхью Фултон (Fitzhugh L. Fulton, Jr.), пилот
  - Томас МакМэртри (Thomas C. McMurtry), пилот
  - Луис Гуидри (Louis E. Guidry, Jr.), бортинженер
  - Виктор Хортон (Victor W. Horton), бортинженер